# Snoop Dogg Presents...Doggy Style Allstars Vol. 1
Snoop Dogg Presents...Doggy Style Allstars, Welcome To Tha House Vol. 1 je Snoop Doggova kompilacija. Objavljena je 13. kolovoza 2002. godine na Snoop Doggovoj izdavačkoj kući Doggystyle Records. Album sadrži produkciju DJ Premiera, Quazedelica, Fredwrecka, Meech Wellsa, The Alchemista, Hi-Teka i DJ Slipa. Album sadrži razne izvođače kao što su Snoop Dogg, Kokane, RBX, Daz Dillinger, Soopafly, Nate Dogg i The Lady of Rage.

## Popis pjesama
| #  | Naziv                          | Izvođač(i)                                                         | Producent(i)            |
| -- | ------------------------------ | ------------------------------------------------------------------ | ----------------------- |
| 1  | "Intro"                        | Mac Minister, Snoop Dogg                                           | Quazedelic              |
| 2  | "Dogg House America"           | Snoop Dogg, Soopafly, E. White, Mr. Kane, LaToiya Williams         | Quazedelic              |
| 3  | "Not Like It Was"              | Soopafly, Snoop Dogg, E. White, RBX                                | EZ Elpee                |
| 4  | "Fallen Star"                  | LaToiya Williams                                                   | Michael Angelo          |
| 5  | "Don’t Fight the Feelin"       | Snoop Dogg, Nate Dogg, Cam'ron, Lady May, Soopafly                 | Quazedelic, Meech Wells |
| 6  | "Nite L.O.C.s"                 | Mr. Kane, Snoop Dogg                                               | Meech Wells, Quazedelic |
| 7  | "Are You Ready"                | Soopafly                                                           | Hi-Tek                  |
| 8  | "Hey You!"                     | Snoop Dogg, Soopafly, E. White                                     | The Alchemist           |
| 9  | "Raised On Tha Side"           | Soopafly, E-White, Snoop Dogg, Mr. Kane, Daz Dillinger             | Fredwreck               |
| 10 | "Doh Doh"                      | Snoop Dogg, Soopafly, E. White, Mr. Kane                           | Hi-Tek                  |
| 11 | "Just Get Carried Away"        | Reo Varnado, Snoop Dogg, Vinnie Bernard                            | DJ Scratch              |
| 12 | "It Feelz Good"                | LaToiya Williams                                                   | Soopafly                |
| 13 | "Don’t Make a Wrong Move"      | Mr. Kane, Special Ed, Snoop Dogg, Prodigy                          | Nottz                   |
| 14 | "Unfucwitable"                 | The Lady of Rage                                                   | DJ Premier              |
| 15 | "The Strong Will Eat the Weak" | RBX, Mr. Kane, Snoop Dogg                                          | EP                      |
| 16 | "Bitch’s Treat"                | Soopafly, LaToiya Williams                                         | Soopafly                |
| 17 | "Doin’ It Bigg"                | RBX, E. White                                                      | Hi-Tek                  |
| 18 | "Trouble"                      | Vinnie Bernard                                                     | Vinnie Bernard          |
| 19 | "Squeeze Play"                 | IV Life Family (Too Cool, Young Buc, J-Dog, Leicy Loc), Snoop Dogg | DJ Slip                 |
| 20 | "Endo… Light That Shit Up"     | Soopafly, Snoop Dogg, RBX, Mr. Kane                                | Hi-Tek                  |

## Top liste
| Top lista (2002)                      | Završna pozicija |
| ------------------------------------- | ---------------- |
| U.S. Billboard 200                    | 19               |
| U.S. Billboard Top R&B/Hip-Hop Albums | 8                |